# Bahnhof München Westkreuz
A Bahnhof München Westkreuz egy elágazó S-Bahn állomás Németországban, a bajor fővárosban, Münchenben a München–Garmisch-Partenkirchen-vasútvonal és a München–Herrsching-vasútvonal találkozásánál.

## S-Bahn vonalak
Az állomást az alábbi vonalak érintik:
- München–Gauting-vasútvonal
- München–Herrsching-vasútvonal

## Kapcsolódó állomások
Az állomáshoz az alábbi állomások vannak a legközelebb:
- München-Pasing (Bahnhof München Flughafen, Ebersberg (Oberbay) station, München–Gauting-vasútvonal, S8, S6)
- Lochham station (Tutzing vasútállomás, München–Gauting-vasútvonal, S6)
- München-Neuaubing station (Herrsching station, München–Herrsching-vasútvonal, S8)

## Útvonal
| Járat | Útvonal | Gyakoriság                                |
| ----- | --- | ----------------------------------------- |
| S6    | Tutzing – Feldafing – Possenhofen – Starnberg – Starnberg Nord – Gauting – Stockdorf – Planegg – Gräfelfing – Lochham – Westkreuz – Pasing – Laim – Hirschgarten – Donnersbergerbrücke – Bahnhof Hackerbrücke – Hauptbahnhof – Karlsplatz (Stachus) – Marienplatz – Isartor – Rosenheimer Platz – Ostbahnhof (– Leuchtenbergring – Berg am Laim – Trudering – Gronsdorf – Haar – Vaterstetten – Baldham – Zorneding – Eglharting – Kirchseeon – Grafing – Grafing Stadt – Ebersberg)                                  | 20 percenként                             |
| S8    | Herrsching – Seefeld-Hechendorf – Steinebach – Weßling – Neugilching – Gilching-Argelsried – Geisenbrunn – Germering-Unterpfaffenhofen – Harthaus – Freiham – Neuaubing – Westkreuz – Pasing – Laim – Hirschgarten – Donnersbergerbrücke – Bahnhof Hackerbrücke – Hauptbahnhof – Karlsplatz (Stachus) – Marienplatz – Isartor – Rosenheimer Platz – Ostbahnhof – Leuchtenbergring – Daglfing – Englschalking – Johanneskirchen – Unterföhring – Ismaning – Hallbergmoos – Flughafen Besucherpark – Müncheni repülőtér | 20 percenként (csúcsidőben 10 percenként) |

## Átszállási kapcsolatok
Az állomáson ágazik el az S6-os és S8-as vonal, itt lehetséges átszállni Tutzing felől Herrsching am Ammersee felé és viszont.